# NGC 4480
NGC 4480 este o intermediate spiral galaxy⁠(d) situată în constelația Fecioara. A fost descoperită în 2 februarie 1786 de către William Herschel. Se află la o distanță de 41,69 de megaparseci de Pământ.